# Giovanni Agostino da Lodi
Giovanni Agostino da Lodi (doc. 1467 - 1524/1525), va ser un pintor renaixentista italià. Abans de la seva identificació per la crítica se li considerava un mestre anònim conegut com el Pseudo-Boccaccino.

## Trajectòria
La seva carrera ha estat reconstruïda a partir d'una sèrie d'obres antigament atribuïdes a Boccaccio Boccaccino (d'aquí la seva denominació de Pseudo-Boccaccino). Va deixar de ser un anònim quan es va descobrir la seva signatura en una petita taula amb Sant Pere i Sant Joan (c. 1495, Pinacoteca di Brera, Milà), confirmada després amb la troballa d'una altra obra rubricada per ell, un dibuix amb una Al·legoria de la Prudència (venut a Sotheby's New York, el 16 de gener de 1986, lot 36).
Aquests treballs suggereixen que Giovanni Agostino va ser un intermediari entre l'art llombard de finals del segle xv i l'escola veneciana encapçalada per Giovanni Bellini, Giorgione i altres artistes del seu cercle. S'ha documentat una perllongada estada a Venècia (doc. 1504), corroborada per una important presència d'obres de la seva mà en el Vèneto. Moltes d'aquestes pintures presenten elements provinents de l'art de Dürer.
La carrera de Giovanni Agostino da Lodi sembla desenvolupar-se paral·lelament a la d'artistes com Romanino i Altobello Melone, pintors que representen la fusió d'influències de les escoles milanesa, veneciana i nòrdica.
Després del seu retorn a Llombardia, va executar obres per a l'església de Gerenzano, la Certosa di Pavia (ambdues encara en la seva ubicació original), i Santa Maria della Pastura, a Milà (ara a Brera). Aquesta producció indica la importància de Lodi dins del panorama de la pintura llombarda.